# 中村大樹
中村 大樹（なかむら だいき、1962年12月25日 - ）は、日本の声優、俳優。東京都出身。

## 経歴
相洋高等学校時代、『3年B組金八先生』や『熱中時代』などのテレビドラマが大好きで、教師の道を志して大学を受験するも失敗し、予備校に行こうかと思って案内を見ていたところ、宝映テレビプロダクションのタレント養成所の広告を発見する。「俳優になれば、先生の役ができるなぁ」と思い、芝居の道に入った。
しかし、10か月後にはカッコいい人や可愛い女の子が仕事をもらって出ていくのを見て、「なんでオレはここにいるんだ？」という気になり、真剣に芝居の勉強をするために演劇雑誌『テアトロ』にて劇団青社の記事を見つけ、正所属となる。当時は近くに演劇集団 円があったが、試験日が少し間に合わなかった。その時、そのそばにあった劇団青社は試験日が早くて大丈夫であり、家から5分ぐらいで通えるというため、当然、その頃はまる貧だったことから、「じゃあ『青社』に行こう」と思い、受けたところ、合格したという。
舞台をやりながら俳優の仕事をしていた頃、アニメ映画『宇宙戦艦ヤマト 完結編』の兵士C役で声優デビューし、『赤い光弾ジリオン』のデイブ役で初レギュラーとなる。
1989年の『鎧伝サムライトルーパー』の放送時に結成した声優ユニット「NG5」のメンバーの1人となり、高い人気を得る。
以前はアーツビジョン、81プロデュースに所属していた。
2024年3月22日、81プロデュースは同月21日付けで所属契約を解除したと発表。81プロデュースによれば、自身が私的に開設して運営している私塾においてパワーハラスメントやセクシャルハラスメント、金銭トラブルが存在すると被害の申し入れがあったと説明した。

## 人物・特色
声種はバリトン。
筋肉質で太めの男性役で知られる。
声優学校の講師としても活動している。代々木アニメーション学院札幌校の特別講師をしていた時期もある。
声優の千葉繁とは家も近所で、公私とも世話になり、尊敬している。
たびたび共演者に「大樹さんは真面目」と言われる。本人によればコメントのときはアドリブが利かないという。また、逆に『ビーストウォーズ 超生命体トランスフォーマー』の収録の際は3つほどアドリブを考えてきたと語る。『超生命体トランスフォーマー ビーストウォーズリターンズ』で声を演じていたタンカーが1クール目の最後で散ったことを悔やんでいたという。シリーズに関しては、しばしば「初期シリーズの頭から撮り直してまたやってほしい」と思い入れを語っているという。
一人っ子である。趣味・特技は殺陣、ボクシング。好きな言葉は「真実」。理由は「本当にそういう気持ちで台詞を言えば、いい芝居が出来るから」だという。

## 出演
太字はメインキャラクター。

### テレビアニメ
1985年
- うる星やつら
- 星銃士ビスマルク

1986年
- 宇宙船サジタリウス
- めぞん一刻

1987年
- 赤い光弾ジリオン（デイブ）
- アニメ三銃士
- 機甲戦記ドラグナー（通信兵）
- ミスター味っ子（1987年 - 1988年、実習生B、関場武雄〈初代〉、店員A）

1988年
- エスパー魔美（1988年 - 1989年、中学生A、美術部員、優介、佐木）
- F-エフ
- 新グリム名作劇場（花屋、兵隊）
- それいけ!アンパンマン（1988年 - 2023年、げんこつくん〈2代目〉、ニンジンさん〈3代目〉、ぎんいろまん、おべんとうまん〈初代〉、ジョーカー〈3代目〉、はちみつおじさん〈初代〉、セロリくん〈初代〉、ヒヤリケンシュタイン、まつたけまん〈2代目〉、ゆずじいや〈3代目〉）
- 鎧伝サムライトルーパー（1988年 - 1989年、光輪のセイジ）

1989年
- アイドル伝説えり子（綱野）
- 美味しんぼ（若い頃の里井）
- ジャングル大帝
- チンプイ（大江山政男）
- 桃太郎伝説（1989年 - 1990年、龍神太郎、赤魔鬼、一寸法師 他）
- YAWARA!（不良B、部員A、男子生徒C）

1990年
- ドラゴンボールZ（ブン）
- 三つ目がとおる
- PEACH COMMAND 新桃太郎伝説（龍神太郎、ティンクルの父）
- 勇者エクスカイザー（1990年 - 1991年、スカイマックス）
- NG騎士ラムネ&40（ハンゾーン）
- 笑ゥせぇるすまん（日陰久利）

1991年
- おばけのホーリー（グーキー）
- 機甲警察メタルジャック（アグリ亮）
- 太陽の勇者ファイバード（1991年 - 1992年、一平）
- 21エモン（生徒B、生徒A、配達ロボ）
- ハイスクールミステリー学園七不思議（中川吾郎）
- 魔法使いサリー（1989年版）（さとし）
- 横山光輝 三国志（1991年 - 1992年、劉備玄徳）

1992年
- お〜い!竜馬（桂小五郎）
- 南国少年パプワくん（1992年 - 1993年、サイ、カオルちゃん、イバラギくん）
- バトルファイターズ 餓狼伝説（1992年 - 1993年、ビリー・カーン、キム・カッファン） - 2シリーズ

1993年
- 恐竜惑星（フィラ・クルル・フェリロ）
- クレヨンしんちゃん（1993年 - 2023年、川口〈初代〉、パチンコアクションの店員）
- 剣勇伝説YAIBA（ツキカゲ）
- ポコニャン!
- 勇者特急マイトガイン（1993年 - 1994年、ガイン / マイトガイン、石神井謙介）
- 幽☆遊☆白書（魁）
- 若草物語 ナンとジョー先生（マーリー）

1994年
- 蒼き伝説シュート!（岩上順司）
- 機動武闘伝Gガンダム（1994年 - 1995年、ホルベイン、コンタ 他）
- ジーンダイバー（バン・ニー、ソルティー7、ナレーション）
- ジャングルの王者ターちゃん（ロド・ソドム、ニド・ソドム）
- 超くせになりそう（三見プロデューサー）
- とっても!ラッキーマン（運動会マン）
- 忍たま乱太郎（1994年 - 2005年、椿丹十郎〈初代〉、大間締堅蔵、新野洋一〈代役〉、山左ヱ門〈2代目〉、藤棚藤十郎、里芋行者〈2代目〉 他）
- 美少女戦士セーラームーンS（ウコン）
- モンタナ・ジョーンズ（ジョドファ）
- 勇者警察ジェイデッカー（ライヤー）
- レッドバロン（シャドー）

1995年
- アリス探偵局（荒井警部、ヒトミ、ランプの精、巨人、ハチコー、アッチラ大王、ウットリ全象）
- 怪盗セイント・テール（矢部）
- 新機動戦記ガンダムW（ワーカー、アウダ、ダイゴ 他）
- 空想科学世界ガリバーボーイ（エロイカ）
- モジャ公（ドンモ）
- ふしぎ遊戯（先生）

1996年
- 快傑ゾロ（マッカレー）
- 機動新世紀ガンダムX（シンゴ・モリ、ロココ）
- こどものおもちゃ（千石先生 他）
- シティーハンター ザ・シークレット・サービス（チンピラ）
- ドラえもん（テレビ朝日版第1期）（1996年 - 2002年、番長、ジャックの部下）
- 爆走兄弟レッツ&ゴー!!（消防団長）
- 名探偵コナン（1996年 - 2019年、明石彰、清水良太、染井彰吾、国分建彦、口石英吾、梶木浩平 他）
- YAWARA! Special ずっと君のことが…。（記者A）

1997年
- あずきちゃん（島崎）
- 吸血姫美夕（竜次）
- 学級王ヤマザキ（1997年 - 1998年、おばば様、ニシヤマ、アライ先生他）
- はれときどきぶた（山田さん）
- BURN-UP EXCESS（チイママ）
- ポケットモンスター（1997年 - 1998年、ジェントルマン、ヤス）
- 烈火の炎（永井木蓮）

1998年
- アリスSOS（ラン）
- AWOL -Absent Without Leave-（クリス・シェリダン）
- ガサラキ（特務自衛隊員）
- 太陽の子エステバン（BS版）（ペドロ）
- 超速スピナー（1998年 - 1999年、なるみ屋のおっちゃん）
- Night Walker -真夜中の探偵-（警部）
- 虹の戦記イリス（ライム）
- ブレンパワード（フィジシスト）
- Bビーダマン爆外伝（カールイボン）

1999年
- COLORFUL（刈谷）
- ゾイド -ZOIDS-（1999年 - 2000年、ロッソ）
- MASTERキートン（ジョン）

2000年
- 銀装騎攻オーディアン（刀頭達也）
- 金田一少年の事件簿（岡持武則）
- 週刊ストーリーランド（2000年 - 2001年、江森宏治、津田、先輩〈警官〉、駅員）
- モンスターファーム〜円盤石の秘密〜（2000年 - 2001年、ギンギライガー） - 2シリーズ

2001年
- カスミン（ポトポット、風神、山田コアラ、カスミのパパ）
- 機巧奇傳ヒヲウ戦記（高杉）
- 砂漠の海賊!キャプテンクッパ（ピート）
- サラリーマン金太郎（大川、アナウンス）
- ゾイド新世紀スラッシュゼロ（スティーブ・トロス）
- だぁ!だぁ!だぁ!（カボ吉）
- 逮捕しちゃうぞ SECOND SEASON（ムッシュ柳川）
- 探偵少年カゲマン（テンコパパ）
- はじめの一歩（伊藤貴明）
- PROJECT ARMS（兜光一）
- ポケットモンスタークリスタル ライコウ雷の伝説（科学者）

2002年
- アソボット戦記五九（料理人）
- 犬夜叉（オロチ太夫）
- サイボーグ009 THE CYBORG SOLDIER（BG幹部）
- ポケットモンスター アドバンスジェネレーション（リョウ）
- ロックマンエグゼ（2002年 - 2006年、サンダーマン、ファントムサンダーマン） - 4シリーズ

2003年
- アストロボーイ・鉄腕アトム（ヘラクレス）
- おもいっきり科学アドベンチャー そーなんだ!（ガリレオ博士、ガリレイ博士）
- コロッケ!（ダイフクー 他）
- 魁!!クロマティ高校（2003年 - 2004年、プータンの相棒、相棒ジャック 他）
- シンデレラボーイ（マネージャー、カルロ）
- 絶体絶命でんぢゃらすじーさん（じーさん）
- 高橋留美子劇場（田島）
- NARUTO -ナルト-（いの父〈山中いのいち〉）
- 冒険遊記プラスターワールド（レジェンド）

2004年
- アークエとガッチンポー（ギャング弟）
- アガサ・クリスティーの名探偵ポワロとマープル（アフリック）
- 頭文字D Fourth Stage（末次トオル）
- 光と水のダフネ（ウィルフレッド・キム）
- 妄想代理人（織田伸長）
- モンキーターン（鮎川喜一） - 2シリーズ
- ローゼンメイデン（アザラシ）

2005年
- かみちゅ!（空き缶ころがし）
- 戦国英雄伝説 新釈 眞田十勇士 The Animation（本多上野介正純）
- ぼくの防空壕（友子の兄）
- ブラック・ジャック（2005年 - 2006年、タカオ、役人）
- 遊☆戯☆王デュエルモンスターズGX（国崎康介）

2006年
- ケロロ軍曹（初代ウェットルキング、メカニウェットルキング）
- 史上最強の弟子ケンイチ（谷本の養父）
- ぜんまいざむらい（理容師、板前、百八匹犬屋、男性客）
- タクティカルロア（濱口レマラ）
- プリンセス・プリンセス（竜崎）
- MAJOR シリーズ（2006年 - 2007年、江頭哲文） - 2シリーズ
- 雪の女王 The Snow Queen（ゲルダの父）
- よみがえる空 -RESCUE WINGS-（恒松隆之）

2007年
- あたしンち（歯科医師〈3代目〉）
- かみちゃまかりん（司会者）
- きらりん☆レボリューション（2007年　- 2008年、司会者、ジュリー監督） - 2シリーズ
- しゅごキャラ!（2007年 - 2008年、じいちゃん） - 2シリーズ
- デルトラクエスト（ジンクス）
- 天元突破グレンラガン（ダヤッカ）
- ぷるるんっ!しずくちゃん（キャプテン・ドロッチ）
- 魔人探偵脳噛ネウロ（管野広志）
- 味楽る!ミミカ（猪頭プルコギ）
- MÄR-メルヘヴン-（レスターヴァ王）
- 流星のロックマン（キャンサー） - 2シリーズ

2008年
- ゴルゴ13（リンチ）
- スケアクロウマン（ジム）
- 絶対可憐チルドレン（店長）
- テレパシー少女 蘭（ヌシ）

2009年
- デュエル・マスターズ クロス（赤ドラゴン）
- はっけん たいけん だいすき!しまじろう（2009年 - 2019年、のろりん、くまっきいのパパ〈ましろぎんじ〉） - 3シリーズ

2010年
- ご姉弟物語（選手A）
- デュエル・マスターズ クロスショック（ブロンズアーム弟）
- NARUTO -ナルト- 疾風伝（山中いのいち）

2011年
- ダンタリアンの書架（小太りの男）
- Dororonえん魔くん メ〜ラめら（スポコン、トバッチリ先生、俵転太郎、エビ天狗、なだれ小僧）
- マイの魔法と家庭の日（立海守）

2013年
- 聖闘士星矢Ω（大地）
- 超速変形ジャイロゼッター（半田）
- HUNTER×HUNTER（第2作）（2013年 - 2014年、ウェルフィン）

2014年
- ポケットモンスター XY（エディ）

2016年
- かみさまみならい ヒミツのここたま（2016年 - 2018年、鳩じい、ここせんにん）
- タイムトラベル少女〜マリ・ワカと8人の科学者たち〜（アレキサンドロ・ボルタ）
- デュエル・マスターズ VSRF（でんぢゃらすじーさん）

2017年
- リトルウィッチアカデミア（イエティ）
- 魔法陣グルグル（ガタリ）
- Just Because!（瑛太の父）

2018年
- 爆釣バーハンター（爆釣老人じーさん）

2019年
- MIX（2019年 - 2023年、間崎竜一） - 2シリーズ

2020年
- ドラえもん（テレビ朝日版第2期）（2020年 - 2021年、フニャコフニャ夫先生、くらやみ団）
- BORUTO-ボルト- NARUTO NEXT GENERATIONS（山中いのいち）

2023年
- UniteUp!（清瀬錦左衛門）

### 劇場アニメ
1983年
- 宇宙戦艦ヤマト 完結編（兵士C）

1988年
- となりのトトロ

1990年
- チンプイ エリさま活動大写真（大江山）

1991年
- アルスラーン戦記（キシュワード）
- それいけ!アンパンマン ドキンちゃんのドキドキカレンダー（タイコマン）

1992年
- アルスラーン戦記II（キシュワード）
- 機動戦士ガンダム0083 ジオンの残光（アクラム・ハリダ）

1994年
- 餓狼伝説 -THE MOTION PICTURE-（キム・カッファン）
- Jリーグを100倍楽しく見る方法!!

1995年
- ドラえもん のび太の創世日記（男）
- 2112年 ドラえもん誕生（パトロール隊）

1996年
- ドラえもん のび太と銀河超特急（ヤドリC）

1997年
- ドラえもん のび太のねじ巻き都市冒険記（熊虎D）

1998年
- 機動戦士ガンダム 第08MS小隊 ミラーズ・リポート（兵A）

1999年
- クレヨンしんちゃん シリーズ（1999年 - 2023年、川口） - 7作品
- クレヨンしんちゃん 爆発!温泉わくわく大決戦（青年アカマミレ）

2000年
- ドラえもん のび太の太陽王伝説（兵士）
- ピチューとピカチュウ（カポエラー）

2001年
- 劇場版 とっとこハム太郎 ハムハムランド大冒険（ハム三郎先生）

2003年
- 名探偵コナン 迷宮の十字路（竜円）

2004年
- 名探偵コナン 銀翼の奇術師（中屋）

2005年
- ロックマンエグゼ 光と闇の遺産（じーさん）

2008年
- 劇場版 天元突破グレンラガン 紅蓮篇 / 螺巌篇（2008年 - 2009年、ダヤッカ） - 2作品

2012年
- ROAD TO NINJA -NARUTO THE MOVIE-（山中いのいち）
- 名探偵コナン 11人目のストライカー（榊良輔）

2013年
- 劇場版 HUNTER×HUNTER -The LAST MISSION-（カンジル）

2017年
- かみさまみならい ヒミツのここたま 奇跡をおこせ♪テップルとドキドキここたま界（ここせんにん）

### OVA
1987年
- 真魔神伝 バトルロイヤルハイスクール（すぐる）
- 魔境外伝レディウス（物売りA）

1988年
- 機動警察パトレイバー

1989年
- 機動戦士ガンダム0080 ポケットの中の戦争（オペレーターA、兵士A）
- トップをねらえ!（スピーカー男、レーダー士Σ）
- 破邪大星ダンガイオー（キルケル）
- MEGAZONE23 III（フラッガパイロット）
- やる気まんまん
- 鎧伝サムライトルーパー 外伝（伊達征士 / 光輪のセイジ）
- 鎧伝サムライトルーパー 輝煌帝伝説（伊達征士 / 光輪のセイジ）

1990年
- イケナイBOY
- A-Ko The VS / GRAY SIDE（ガードマン）
- 機動戦士SDガンダムMk-V（ガブスレイ、今殺駆）
- しあわせのかたち（しもん）
- 緑山高校 甲子園編（伊集院）

1991年
- 暗黒神伝承 武神（心庵）
- インフェリウス惑星戦史外伝 CONDITION GREEN（1991年 - 1993年、キース・ウィンター）
- うっちゃれ五所瓦（五所瓦角）
- がんばれゴエモン 次元城の悪夢（ゴエモン）
- 機動戦士ガンダム0083 STARDUST MEMORY（男A）
- サムライダー（桜田）
- 創竜伝（1991年 - 1993年、竜堂終）
- マネーウォーズ 〜狙われたウォーターフロント計画〜（相場剛）
- 鎧伝サムライトルーパー MESSAGE（伊達征士 / 光輪のセイジ）

1992年
- シークエンス（司）
- OZ（警備隊長）
- 創世機士ガイアース（イタル・デル・ラバード）
- スクランブル・ウォーズ 突走れ!ゲノムトロフィーラリー（イタル・デル・ラバード）
- 三毛猫ホームズの幽霊城主（宇田川和人）

1993年
- アルスラーン戦記 汗血公路（キシュワード）
- お江戸はねむれない!（瓦版屋）
- 代紋TAKE2 第II章（矢野欣也）
- 超音戦士ボーグマン2 -新世紀2058-（コーツ・ガードナー）

1994年
- おさかなはあみの中（東石龍之介）
- KEY THE METAL IDOL（1994年 - 1996年、スタッフ、菰田、プロデューサー）
- キャプテン翼 最強の敵!オランダユース（若島津健）
- 湘南純愛組!（オカマ）
- 埼玉暴走最前線 フラッグ! 死にものぐるいの青春!!

1995年
- アルスラーン戦記 征馬孤影（キシュワード）
- ウダウダやってるヒマはねェ!（松郷勇）
- GOLDEN BOY さすらいのお勉強野郎（上役A〈男性〉）
- 精霊使い（出市）
- 沈黙の艦隊（1995年 - 1998年、南波栄一、ウッズ）
- バイオ・ハンター（警官）
- YAMATO2520（フリック）

1996年
- 機動戦士ガンダム 第08MS小隊（MPA）
- 超特急ヒカリアン（E2ジェット）
- 鉄腕バーディー（池内、サラマンデル）
- 特務戦隊シャインズマン（中村司）
- ミュータント・タートルズ 超人伝説編（レオナルド）

1997年
- 工業哀歌バレーボーイズ（松井俊彦）
- 新機動戦記ガンダムW Endless Waltz（アウダ）

1998年
- ゴルゴ13〜QUEEN BEE〜（バーナード）
- 魔界転生（金丸）

1999年
- 青山剛昌短編集「ちょっとまってて」（神崎）
- 青山剛昌短編集 夏のサンタクロース（シルバー）
- SAMURAI SPIRITS 2 〜アスラ斬魔伝〜（覇王丸）
- ツインビーPARADISE（金星の王様）

2000年
- 銀河英雄伝説外伝 螺旋迷宮（シュタイエルマルク）
- ストリートファイターZERO - THE ANIMATION -（サドラー）

2001年
- Malice@Doll（ジョー@アドミン）

2003年
- マジンカイザー 死闘!暗黒大将軍（東しゅん、怪鳥将軍バーダラー）

2008年
- 頭文字D BATTLE STAGE 2（末次トオル）

2010年
- ハローキティの雪の女王（街の男）
- ハローキティの3匹のこぶた（狼）

2011年
- ブラック・ジャック FINAL（Z）

2012年
- でんぢゃらすじーさん邪（じーさん）

2014年
- ハヤテのごとく!（カーメン） - 単行本41巻OVA付き特別版

### Webアニメ
- 40周年だよ!! コロコロオールスター小学校（2017年、じーさん）
- でんぢゃらすじーさん（2021年、じーさん[48]）

### ゲーム
1992年
- エメラルドドラゴン（オストラコン） - FM TOWNS版

1994年
- バステッド（カイン）

1995年
- キューティーハニーFX（マスクマン1）

1996年
- エクストラブライト（カイル・キリング）
- ジャンピングフラッシュ! 2 アロハ男爵大弱りの巻（カピタン・スズーキ、ムームー星人、クマゴロー2）

1997年
- サムライスピリッツ（1997年 - 2021年、覇王丸、木偶♂、壊帝ユガ） - 5作品
- 天外魔境 第四の黙示録（アイク・クリントン）

1998年
- serial experiments lain
- サイキックフォース2012（カルロ・ベルフロンド）
- 新世代ロボット戦記ブレイブサーガ（ゴッドマックス、マイトガイン / グレートマイトガイン）
- ミサの魔法物語（桐生崎忠彦）

1999年
- エースコンバット3 エレクトロスフィア（キース・ブライアン）
- サイキックフォース2（カルロ・ベルフロンド）※PlayStation版
- サイレントボマー（ジョン・ロス）
- トランスフォーマー ビーストウォーズメタルス 激突!ガンガンバトル（ライノックス）

2000年
- サンライズ英雄譚R（アウダ）
- ブレイブサーガ2（ゴッドマックス、ガイン / マイトガイン / グレートマイトガイン、ネクロ）

2001年
- CAPCOM VS. SNK 2 MILLIONAIRE FIGHTING 2001（覇王丸）
- スーパーロボット大戦α外伝（シンゴ・モリ、ムーンレィス兵）

2002年
- SDガンダム GGENERATION（2002年 - 2019年、アウダ、オズワルド・ワーカー、シンゴ・モリ） - 3作品

2003年
- 頭文字D Special Stage（末次トオル）
- SUNRISE WORLD WAR Fromサンライズ英雄譚（ガイン、光鱗のセイジ）
- コロッケ!3 グラニュー王国の謎（ダイフクー）
- ロックマンエグゼ トランスミッション（ソードマン）

2004年
- アニメバトル 烈火の炎 FINAL BURNING（永井木蓮）
- コロッケ!Great 時空の冒険者（ダイフクー）
- コロッケ!4 バンクの森の守護神（でんぢゃらすじ〜さん）
- シャドウハーツII（レニ・カーティス）
- NARUTO -ナルト- ナルティメットヒーロー2（いの父）

2005年
- コロッケ!DS 天空の勇者たち（ダイフクー）
- シャドウハーツ・フロム・ザ・ニューワールド（レニ・カーティス）
- 新世紀勇者大戦（マイトガイン / グレートマイトガイン）

2006年
- 絶体絶命でんぢゃらすじーさんDS〜でんぢゃらすセンセーション〜（じーさん）
- ローゼンメイデン ドゥエルヴァルツァ（アザラシ男爵）

2007年
- クレヨンしんちゃんDS 嵐を呼ぶ ぬってクレヨ〜ン大作戦!
- ローゼンメイデン ゲベートガルテン（アザラシ男爵）

2008年
- スーパーロボット大戦Z（シンゴ・モリ、DC兵）

2009年
- テイルズ オブ グレイセス（2009年 - 2010年、バリー）

2010年
- クレヨンしんちゃん ショックガ〜ン!伝説を呼ぶオマケ大ケツ戦!!（かわぐち）

2011年
- 第2次スーパーロボット大戦Z 破界篇 / 再世篇（2011年 - 2012年、ダヤッカ・リットナー 他） - 2作品
- テイルズ オブ エクシリア（イフリート）

2012年
- でんぢゃらすじーさんと1000人のお友だち邪（じーさん、せーふてぃGさん）

2013年
- スーパーロボット大戦Operation Extend（ロッソ）
- フェアリーフェンサー エフ（リュシン）

2014年
- GUNS N' SOULS（ボックスカー）
- 第3次スーパーロボット大戦Z 時獄篇 / 天獄篇（2014年 - 2015年、ダヤッカ・リットナー） - 2作品

2015年
- 憂世ノ志士・憂世ノ浪士（中岡慎太郎） - 2作品
- フェアリーフェンサー エフ ADVENT DARK FORCE（リュシン）

2017年
- グランブルーファンタジー（覇王丸）
- スーパーロボット大戦V（2017年 - 2019年、ガイン / マイトガイン / グレートマイトガイン）

2018年
- スーパーロボット大戦X（ガイン / マイトガイン / グレートマイトガイン、ダヤッカ・リットナー）

2019年
- ガールフレンド（仮）（悪行楽男）
- スーパーロボット大戦T（ガイン / マイトガイン / グレートマイトガイン）
- THE KING OF FIGHTERS ALLSTAR（覇王丸）
- 共闘ことばRPG コトダマン（覇王丸）
- CHUNITHM（リヒトシュッツェ）
- 異世界で始める偉人大戦争 〜陣取りしてみませんか〜（覇王丸）

2020年
- ソウルキャリバーVI（覇王丸） - DLC追加キャラクター

2021年
- テイルズ オブ クレストリア（イフリート）

2022年
- フェアリーフェンサー エフ Refrain Chord（リュシン）
- THE KING OF FIGHTERS XV（覇王丸） - DLC追加キャラクター

### 吹き替え

#### 映画
- アウト・オブ・サイト（グレン・マイケルズ〈スティーヴ・ザーン〉）※テレビ版
- アフターショック/ニューヨーク大地震（ニコライ〈フレデリック・ウェラー〉）※フジテレビ版
- アラモ（ウィリアム・トラヴィス〈パトリック・ウィルソン〉)
- アニマルマン（マイルズ〈ガイ・トーリー〉）
- アウト・オブ・タイム（ガブリエル捜査官）※ソフト版
- 穴/HOLES（サム〈デュール・ヒール〉）
- 生きてこそ ※VHS版
- ウェス・クレイヴンズ ウィッシュマスター（ジョシュ〈トニー・クレイン〉）
- ヴァンピレラ
- ヴァン・ヘルシング（ヴィクトール・フランケンシュタイン博士〈サミュエル・ウェスト〉）※ソフト版
- ヴィッキー・チャオのマイ・ドリーム・ガール（ラム〈イーキン・チェン〉）
- 運命を分けたザイル（リチャード・ホーキング〈オーリー・ライアル〉）
- エンター・ザ・フェニックス（キン〈チャップマン・トウ〉）
- 少林サッカー（ポッ・デッロウ）
- ガングレイジー（トム〈ロドニー・ハーヴェイ〉）※VHS版
- Kissingジェシカ（マーティン〈マイケル・マストロ〉）
- 銀河ヒッチハイク・ガイド（アーサー・フィリップ・デント〈マーティン・フリーマン〉）
- クルーレス（エルトン〈ジェレミー・シスト〉）
- クイーンズ・ロジック/女の言い分・男の言い訳（ヴィニー〈トニー・スピリダキス〉）※VHS版
- コナン&レッドソニア（マルタン〈スコット・マクドナルド〉）
- ゴッドandモンスター（クレイトン・ブーン〈ブレンダン・フレイザー〉）
- ゴッド・ギャンブラー レジェンド（カール〈チャップマン・トウ〉）
- ザ・テンタクルズ（ダーク〈ジョージ・フォスター〉）
- 60セカンズ（タンブラー〈スコット・カーン〉）※ソフト版
- ジュラシック・パーク（ヘンリー・ウー〈B・D・ウォン〉）
- 白髪魔女伝2（封俊傑〈サニー・チャン〉）※VHS版
- 新トレマーズ モンゴリアン・デスワームの巣窟（工場長）
- 新桃太郎3/聖魔大戦（木の仙人）
- スタークリスタル（ジェド〈ジョン・H・ブレナン〉）
- スペース・マリーンズ（ホットロッド〈エド・スピラ〉）
- 潜入黒社会（マイク〈呉彦祖〉）
- タイガーランド（カントウェル〈トーマス・グイリー〉）
- ダイ・ハード2（トンプソン〈ピーター・ネルソン〉、オライリー、リポーター）※フジテレビ版
- ターミネーター3 ※日本テレビ版
- D.N.A.V（マット〈ジャスティン・ウォーカー〉）
- ティーン・エージェント（マイケル・コーベン〈リチャード・グリエコ〉）※VHS版
- テロリスト・ゲーム
- 天才マックスの世界（マグナス・ブッチャン〈ステファン・マッコール〉）
- DENGEKI 電撃（カーディーラー・アラン）※ソフト版
- 飛べないアヒル
- ドラゴン/ブルース・リー伝説（ブルース・リー〈ジェイソン・スコット・リー〉）※ソフト版
- 72時間（ヨナス〈ニコライ・リー・カース〉）
- ハードボイルド/新・男たちの挽歌
- ハミルトン（モランデル〈ピア・グリット〉）※VHS版
- ハード・チェック（ネオン〈シャキール・オニール〉、ミッチェル）※VHS版
- バミューダ 呪われた財宝（ガス・グルーパー〈デヴィッド・ヒューレット〉）
- バルティック・ストーム
- パンサー/黒豹の銃弾（サイ〈タイリン・ターナー〉）※VHS版
- BFG: ビッグ・フレンドリー・ジャイアント（ツブシー〈オラフル・ダッリ・オラフソン〉）
- ビバリーヒルズ・ニンジャ（ジョーイ〈クリス・ロック〉）
- フェイス・イン・ラブ（ヴィニー〈マイケル・インペリオリ〉）
- フライト・オブ・フェニックス（サミー〈ジェイコブ・バルガス〉）
- フューチャー・ショック（スティーヴ〈サム・クレイ〉）
- プリズン・ダウン（マーシー〈ジョン・フー〉）
- ヘブンズ・ゲート（ダンテ〈アレン・アルトマン〉）
- ベスト・キッド4
- 僕と未来とブエノスアイレス（ジョゼフ〈セルジオ・ボリス〉）
- ホーム・アローン3 ※フジテレビ版
- マネキン2（ジェイソン・ウィリアムソン / ウィリアム王子〈ウィリアム・ラグズデール〉）
- マシンガン・プリーチャー（ドニー〈マイケル・シャノン〉）
- マルコムX（シドニー〈アーネスト・トーマス〉）
- ミッション・トゥ・マーズ（フィル〈ジェリー・オコンネル〉）
- ミュータント・ニンジャ・タートルズ3（レオナルド）
- U-571 ※2003年テレビ朝日版
- ランダム 存在の確率（ケヴィン〈モーリー・スターリング〉）
- ロック・スター（ジョー〈マシュー・グレイヴ〉）※ビデオ・BD版
- ルール・オブ・デス/カジノの死角
- レジョネア 戦場の狼たち（ビクトール〈ヴィンセント・ピカリング〉）※ソフト版
- ワイルド・マックス（クレイトン・マスターソン〈ルーク・マブリー〉）

#### ドラマ
- アース/最後の戦い（サンドバル〈デヴィッド・ヘンブレン〉）
- アリー my Love
- ER緊急救命室シーズン9・10（エディ・ドーセット〈ブルーノ・カンポス〉）
- 宇宙船レッド・ドワーフ号
- エド〜人生のスプリット（デニス）
- NCIS:LA 〜極秘潜入捜査班 シーズン3（アレックス・エルムスリー〈ダグラス・ウェストン〉）
- 刑事ナッシュ・ブリッジス（フランク・ラプラント）
- コールドケース3
- 孔子（冉伯牛〈シー・グァン〉）
- ザ・プラクティス ボストン弁護士ファイル（ミゲル・モレノ〈レイモンド・クルス〉）
- 新スタートレック（ニコラス・ロカルノ一等訓練生〈ロバート・ダンカン・マクニール〉）
- 新アウターリミッツ（クリストファー・バレンタイン大尉）
- 情熱のシーラ（フェリックス〈カルロス・サントス〉）
- スタートレック:ヴォイジャー（モーティマー・ハーレン）
- スタートレック:ディープ・スペース・ナイン（ジュリアン・ベシア〈アレキサンダー・シディグ〉〈2代目〉）
- ツイン・ピークス The Return（ジェリー・ホーン〈デヴィッド・パトリック・ケリー〉）
- バーチャル戦士トゥルーパーズ（J. B・リース）
- パワーレンジャーシリーズ
  - パワーレンジャー（ジェイソン・リー・スコット/レッドレンジャー〈オースティン・セント・ジョン〉〈初代〉）
- 犯罪捜査官ネイビーファイル（アーノルディ中尉〈ネッド・ヴォーン〉）
- フルハウス シーズン8（サム）
- プロビデンス（ハウィー・モンデル〈ホーウィー・マンデル〉）
- 名探偵モンク2
- ヤングライダーズ シーズン3（マイケル）
- 愉快なシーバー家 シーズン3（ジョーダン〈ブッチ・ハートマン〉）

#### アニメ
- アイアンマン（クリントン・バートン / ホークアイ、トルネード）
- X-MEN（テレビ東京版）（アークエンジェル）
- きかんしゃトーマス（レニアス、マッコールさん 他）※Eテレ版、テレビ東京版
  - きかんしゃトーマス ブルーマウンテンの謎（レニアス）
  - きかんしゃトーマス キング・オブ・ザ・レイルウェイ トーマスと失われた王冠（レニアス）
- ザ・シンプソンズ（クランシー・ウィガム署長〈2代目〉、ヘルパー 他）
  - ザ・シンプソンズ MOVIE（クランシー・ウィガム署長、NASAの作業員）※ウィガム署長は劇場公開版、オリジナル版共に担当
- ジャングル・ジョージ ザ・シリーズ（ナレーター）
- ドンキーコング（1999年 - 2000年、ブラスターコング、クリッター、クラップトラップ）
- バイカーマイス（モード）
- バットマン
- バットマン:ブレイブ&ボールド（アダム・ストレンジ）
- ガジェット警部
- トランスフォーマーシリーズ
  - ビーストウォーズ 超生命体トランスフォーマー（1997年 - 1998年、ライノックス[54]）
  - CG版ビーストウォーズ 激突!ビースト戦士（ライノックス）
  - ビーストウォーズメタルス 超生命体トランスフォーマー（1999年 - 2000年、ライノックス）
  - CG版ビーストウォーズメタルス（ライノックス）
  - ビーストウォーズメタルス コンボイ大変身!（ライノックス）
  - 超生命体トランスフォーマー ビーストウォーズリターンズ（ライノックス / タンカー）
  - ビーストウォーズ 超生命体トランスフォーマー アゲイン（ライノックス）
  - トランスフォーマー アニメイテッド（ミックスマスター[55]）
- チップとデールの大作戦 レスキュー・レンジャーズ
- ミュータント・タートルズシリーズ
  - ミュータント・タートルズ（1993年 - 1995年、レオナルド）※テレビ東京版
  - ミュータント・タートルズ（究極のニンジャ）※2003年版
  - ミュータント・タートルズ（2次元アニメ世界のレオナルド）※2012年版

### 特撮
1996年
- 超光戦士シャンゼリオン（ナレーション、リクシンキ）

1997年
- ビーロボカブタック（クワジーロの声）
- ビーロボカブタック クリスマス大決戦!!（クワジーロ）

1999年
- 救急戦隊ゴーゴーファイブ（冥王ジルフィーザの声）
- 激突！新たなる超戦士（冥王ジルフィーザの声）

2014年
- 烈車戦隊トッキュウジャー（バケツシャドーの声）

### CD

#### ドラマCD
- THE IDOLM@STER MILLION THE@TER WAVE 16 ≡君彩≡（オーナー）
- インフェリウス惑星戦史外伝 CONDITION GREEN（キース・ウィンター）
- Weiß kreuz Dramatic Image Album III SCHWARZ I（ルドルフ・リヒター）
- Wake Up, Girls! それぞれの姿 オーディオブック（真夢の父）
- 英雄伝説III 白き魔女（ローディ）
- 王都妖奇譚（物部広高）
- かかってきなさい!（武野照）
- 機甲警察メタルジャック HARD PLAY（アグリ亮）
- 機甲警察メタルジャック PARTY JACK
- 機動戦士ガンダム 第08MS小隊 REPORT.1 所要時間3時間23分（整備兵A）
- 剣客異聞録 甦りし蒼紅の刃 サムライスピリッツ新章（覇王丸）
- 高機動幻想ガンパレード・マーチ 新たなる行軍歌（芝村準竜師）
- サイキックフォース2012（カルロ）
- 魁!!クロマティ高校 特別編（プータンの相棒）
- サンダーバード秘密基地セット（ゴードン・トレーシー）
- CDシアター ドラゴンクエストIV（クリフト）
- スターオーシャン セカンドストーリー（シン、ラファエル）
- ストリートファイターII 復讐の戦士（ナッシュ）
- 精霊使い（出市）
- 天元突破グレンラガン 劇場版 紅蓮篇DVD特典ドラマCD（ダヤッカ）
- ドラマCD ヤンキー（東翔）
- 倒凶十将伝 魔王の心臓（貧狼）
- WORKING!!（音尾兵吾）
- ハイスクール・オーラバスター（咸月陣）
- 真夜中の天使（渋江恭司）
- 魔界学園II 激闘編（剛、巨人）
- 魔界学園III 完結編（剛、虚空院の部下）
- Mr.FULLSWING（辰羅川信二）
- 八神庵 オリジナルドラマ 夕陽と月〜プロローグ〜（桑原）
- 勇者特急マイトガイン 嵐を呼ぶハネムーン（マイトガイン）

#### BLCD
- おさかなはあみの中（東石）
- 重ねる指先（岸本仁司）
- 豪華客船で恋は始まる 4（ベリーニ）
- 月齢・15 不穏分子定数〜聖戦〜（日吉佑司）
- こちらポーラスター旅行社です!!（津田）
- ごはんをたべよう 3・6（泰彦）
- 勝負は時の…運だろ?（赤堀七）
- タブー（木城義次）
- タクミくんシリーズ そして春風にささやいて（野崎大介）
- ダブル・ハート（リュウ・アレクダンダー）
- BE HAPPY! 〜常盤家の人々〜（常盤過）
- 富士見二丁目交響楽団10・11・12（飯田弘）
  - 赤い靴ワルツ
  - 第2部 外伝 八月十二日（晴れ）

#### 音楽CD
- ACT #1 ソロアルバム
- 賢者の選択 ソロアルバム
- シークエンス イメージアルバム
- 小説 〜Roman〜 ソロアルバム
- 鎧伝サムライトルーパー シリーズ（伊達征士 / 光輪のセイジ）
  - 鎧伝サムライトルーパー 君を眠らせない
  - 鎧伝サムライトルーパー BEST FRIENDS
  - ドラマCD 鎧伝サムライトルーパー 天空伝
  - ドラマCD 鎧伝サムライトルーパー 水滸伝
  - ドラマCD 鎧伝サムライトルーパー 光輪伝
  - ドラマCD 鎧伝サムライトルーパー 月

### テレビドラマ
- 世にも奇妙な物語 / 覆面（1990年5月30日、フジテレビ） - ライガー（獣神サンダー・ライガー）の吹き替え

### 映画
- 帝都物語（1988年、東宝） - 声の出演
- 桜ノ雨（2016年、AMGエンタテインメント）

### オリジナルビデオ
- ダンドリくん 実写版（1992年、東芝EMI） - ダンドリくんの声

### バラエティ
- アニ×アニ!（テレビ東京） - じーさんの声
- イナダン 秋の爆熱合体スペシャル!!（テレビ東京） - じーさんの声
- おはコロシアム、おはコロポップ（テレビ東京） - じーさんの声
- おはスタ（テレビ東京） - かんの
- ギャグコロスタジオ（テレビ東京） - じーさんの声

### テレビ番組
- あの歌がきこえる（NHK総合）

### ラジオドラマ
- G-SAVIOUR サウンドシネマ版（アンディ・シンクレア）

### 人形劇
- こどもにんぎょう劇場
  - 「大工と鬼六」（大工）
  - 「たからげた」（コロ）

### ボイスオーバー
- コズミックフロント☆NEXT（NHK BSプレミアム）
  - 「金もダイヤもザックザク!大宇宙の宝探し」（2015年）
- 日立 世界・ふしぎ発見!（TBS）
- ふしぎだいすき（ふしぎ兄さんK、ダイスケさんG、ビッグボーンP）（NHK教育）
- 名言寄席（テレビ東京）

### CM
- バイク王&カンパニー ラジオCM（ナレーション）
- ビーストウォーズ超生命体トランスフォーマー サイバトロン軍団大百科 / デストロン軍団大百科 テレビCM（ライノックス）

### 舞台
- 八神 庵LIVE!-ALONE-（1999年、桑原浩一）
- フェドー劇場公演「オールウェイズ〜again」（2011年） - クランシー・ウィガム署長 役
- 劇団東京トライアングル第4回本公演「はじめまして、お父さん?」（2016年）
- 劇団軌跡公演
  - 第4回番外公演「煙が目にしみる」（2013年）
  - 第23回公演「見果てぬ夢」（2015年）
  - 第27回公演「おい!オヤジ。」（2017年）

### その他コンテンツ
- じーさんけつけずり（音声ギミック）
- 小学館 うごくまんがデジコロ「でんぢゃらすじーさん邪」（じーさん）
- クレジット教育動画教材『風の惑星〜GALE〜』（王様 / ゲール星の王、依頼者[56]）
- オーディオブック「勇者に期待した僕がバカでした」（2020年、ゴルディアス魔王ほか[57]）

## 後任
中村の不祥事による降板後、持ち役を引き継いだ人物は以下の通り。
| 後任       | 役名             | 作品                                | 後任の初担当作品            |
| ---------- | ---------------- | ----------------------------------- | --------------------------- |
| 山寺宏一   | まつたけまん     | 『それいけ!アンパンマン』           | 2024年10月11日放送分Aパート |
| 相沢まさき | ゆずじいや       | 『それいけ!アンパンマン』           | 2025年1月31日放送分Bパート  |
| 長嶝高士   | フニャコフニャ夫 | 『ドラえもん』（テレビ朝日版第2期） | 2024年10月12日放送分        |
| 増元拓也   | 川口             | 『クレヨンしんちゃん』              | 2024年10月19日放送分        |